# Château La Gaffelière
Château La Gaffelière ist eines der bedeutenden Weingüter der französischen Gemeinde Saint-Émilion im Weinbaugebiet von Bordeaux. In der Hierarchie der Rotweine von Saint-Émilion gehören die Erzeugnisse des Hauses der zweithöchsten Stufe – Premier Grand Cru Classé (B) – an (→ Klassifikation der Bordeauxweine). Das Weingut befindet sich seit über drei Jahrhunderten im Besitz der Familie de Malet-Roquefort.
Das Weingut besitzt zirka 22 Hektar Rebfläche in unmittelbarer Nachbarschaft der Weingüter Ausone und Pavie. Angebaut werden die roten Rebsorten Merlot (65 %), Cabernet Franc (30 %) und Cabernet Sauvignon (5 %).
Der Wein wurde von Robert Parker wiederholt mit über 90 Punkten bewertet. Er gilt als elegant und sehr langlebig. Als Berater fungiert seit dem Jahr 2004 Stéphane Derenoncourt. Als Zweitwein wird Clos La Gaffelière produziert.